# Ранко Матасович
Ранко Матасович, (хорв. Ranko Matasović, *14 травня 1968, Загреб, СФРЮ) — хорватський мовознавець, індоєвропеїст, кельтолог і славіст.

## Біографія
Отримав шкільну освіту в Загребі, потім навчався на філософському факультеті Загребського університету, де в 1992 році здобув ступінь магістра мистецтв з лінгвістики, а 1995 року — ступінь доктора під керівництвом Радослава Катічича, захистивши дисертацію на тему «Теорія текстової реконструкції в індоєвропейській лінгвістиці». Отримав дослідницькі гранти Віденського університету (1993) і Оксфордського університету (1995), стипендію Фулбрайта на пост-докторські дослідження у Вісконсинському університеті в 1997—98 роках, а також стипендію Александра фон Гумбольдта на здійснення досліджень у Боннському університеті в 2002—03 роках.
У 2002 році дістав премію Хорватської академії наук і мистецтв, а з 18 травня 2006 року є асоційованим членом (član suradnik) цієї академії.
У теперішній час працює на відділенні лінгвістики філософського факультету Загребського університету, де викладає порівняльну граматику індоєвропейських мов, кельтологію та лінгвістичну типологію.

## Вибрані праці
- Harfa sa sjevera. Iz irske književnosti (Antibarbarus, Zagreb 1995) ISBN 953-6160-25-0
- A Theory of Textual Reconstruction in Indo-European Linguistics (Frankfurt a/M & New York 1996) ISBN 363-149-751-2
- Kratka poredbenopovijesna gramatika latinskoga jezika (Matica hrvatska, Zagreb 1997) ISBN 953-150-105-X
- Kultura i književnost Hetita (Matica hrvatska, Zagreb 2000) ISBN 954-150-548-
- Uvod u poredbenu lingvistiku (Matica hrvatska, Zagreb 2001) ISBN 953-150-612-4
- Kamen kraljeva. Srednjovjekovne irske sage (Ex Libris, Zagreb 2004) ISBN 953-6310-35-X
- Gender in Indo-European (Universitätsverlag Winter, Heidelberg 2004) ISBN 382-531-666-1
- Jezična raznolikost svijeta (Algoritam, Zagreb 2005) ISBN 953-220-355-9
- Poredbenopovijesna gramatika hrvatskoga jezika, (Matica hrvatska, Zagreb, 2008.) ISBN 978-953-150-840-7
- Etymological Dictionary of Proto-Celtic, (Brill, Leiden & Boston, 2009) ISBN 978-90-04-17336-1
- Slavic Nominal Word-Formation. Proto-Indo-European Origins and Historical Development, (Universitätsverlag Winter, Heidelberg 2014) ISBN 978-3-8253-6335-2

Опублікував понад 50 статей у хорватських та іноземних часописах, переклав низку праць з латини, давньогрецької, литовської, хеттської, старо- та новоірландської мов, валлійської та англійської мов.